# Campanularia gaussica
Campanularia gaussica är en nässeldjursart som beskrevs av Eberhard Stechow 1923. Campanularia gaussica ingår i släktet Campanularia och familjen Campanulariidae. Inga underarter finns listade i Catalogue of Life.